# Jan Brzozowski
Jan Ryszard Brzozowski (ur. 5 października 1958  w Kłodzku) – generał brygady Wojska Polskiego.

## Życiorys
Jan Ryszard Brzozowski w 1982 ukończył Wyższą Szkołę Oficerską Wojsk Pancernych w Poznaniu i rozpoczął zawodową służbę wojskową w 2 pułku czołgów na stanowisku dowódcy plutonu czołgów. W 1987 ukończył Wyższy Kurs Doskonalenia Oficerów - sztabów pułków i dywizji. W 1991 roku był absolwentem Akademii Obrony Narodowej w Rembertowie, a po jej ukończeniu zajmował stanowiska służbowe w 59 pułku zmechanizowanym, dowództwie 10 Dywizji Zmechanizowanej, 5 batalionie rozpoznawczym, 5 Brygadzie Pancernej oraz w 21 Brygadzie Strzelców Podhalańskich. 
W 1994 na Uniwersytecie Wrocławskim ukończył studia podyplomowe z zakresu zarządzania jednostkami gospodarczymi, a w 1995 był na kursie doskonalenia dowódców jednostek wojskowych z teorii organizacji i zarządzania. W 2001 był w Akademii Obrony Narodowej na kursie taktyczno–operacyjnym dowódców oddziałów. W latach 2002–2004 pełnił obowiązki asystenta szefa sztabu dowództwa 2 Korpusu Zmechanizowanego, a następnie został skierowany do Sztabu Generalnego WP, gdzie w 2007 objął stanowisko zastępcy szefa Zarządu Planowania Systemów Dowodzenia i Łączności (P-6). 
11 listopada 2007 został awansowany przez Prezydenta RP Lecha Kaczyńskiego na stopień generała brygady. W latach 2008–2011 był dowódcą 3 Brygady Zmechanizowanej. Następnie pełnił funkcję zastępcy dowódcy 12 Dywizji Zmechanizowanej, w 2013 roku odszedł z zawodowej służby wojskowej.

## Odznaczenia
- Odznaka Zasługi Światowego Związku Żołnierzy Armii Krajowej Okręg Zamość (2010)[5]